# Corythalia peckhami
Corythalia peckhami är en spindelart som beskrevs av Alexander Petrunkevitch 1914. Corythalia peckhami ingår i släktet Corythalia och familjen hoppspindlar. Inga underarter finns listade i Catalogue of Life.